# Überpfändung
Überpfändung bezeichnet im deutschen Zwangsvollstreckungsrecht die Pfändung eines Gegenstands, dessen Versteigerungserlös den titulierten Anspruch einschließlich der Vollstreckungskosten übersteigt. Eine Überpfändung läge etwa dann vor, wenn im Zuge der Eintreibung eines Anspruchs in Höhe von 50 € ein Kraftfahrzeug mit einem Ersteigerungserlös von 5000 € gepfändet würde. Zwar kann auch bei der Pfändung von Forderungen eine Überpfändung vorliegen, da aber der Gläubiger bzw. der Gerichtsvollzieher den Wert der zu pfändenden Forderung im Vorfeld in aller Regel nicht kennt, kann eine Überpfändung in diesem Fall nur in seltenen Ausnahmefällen bejaht werden.
Nach § 803 Abs. 1 Satz 2 ZPO darf nur insoweit gepfändet werden, als dies zur Befriedigung des Gläubigers und zur Deckung der Kosten der Zwangsvollstreckung erforderlich ist. Ein Verstoß gegen diese Vorschrift führt nicht zur Unwirksamkeit der Pfändung, eine der Vorschrift zuwiderlaufende Überpfändung kann jedoch im Rahmen einer Vollstreckungserinnerung nach § 766 ZPO gerügt und vom Vollstreckungsgericht aufgehoben werden. Das Verbot der Überpfändung ist ein Schutzgesetz im Sinne des § 823 Abs. 2 BGB, das bei Verstoß Schadensersatzansprüche des Vollstreckungsgläubigers gegenüber dem Schuldner begründen kann.
Das Verbot der Überpfändung gilt grundsätzlich nicht, wenn unbewegliches Vermögen (Immobilien) vollstreckt wird.